# Porcelán

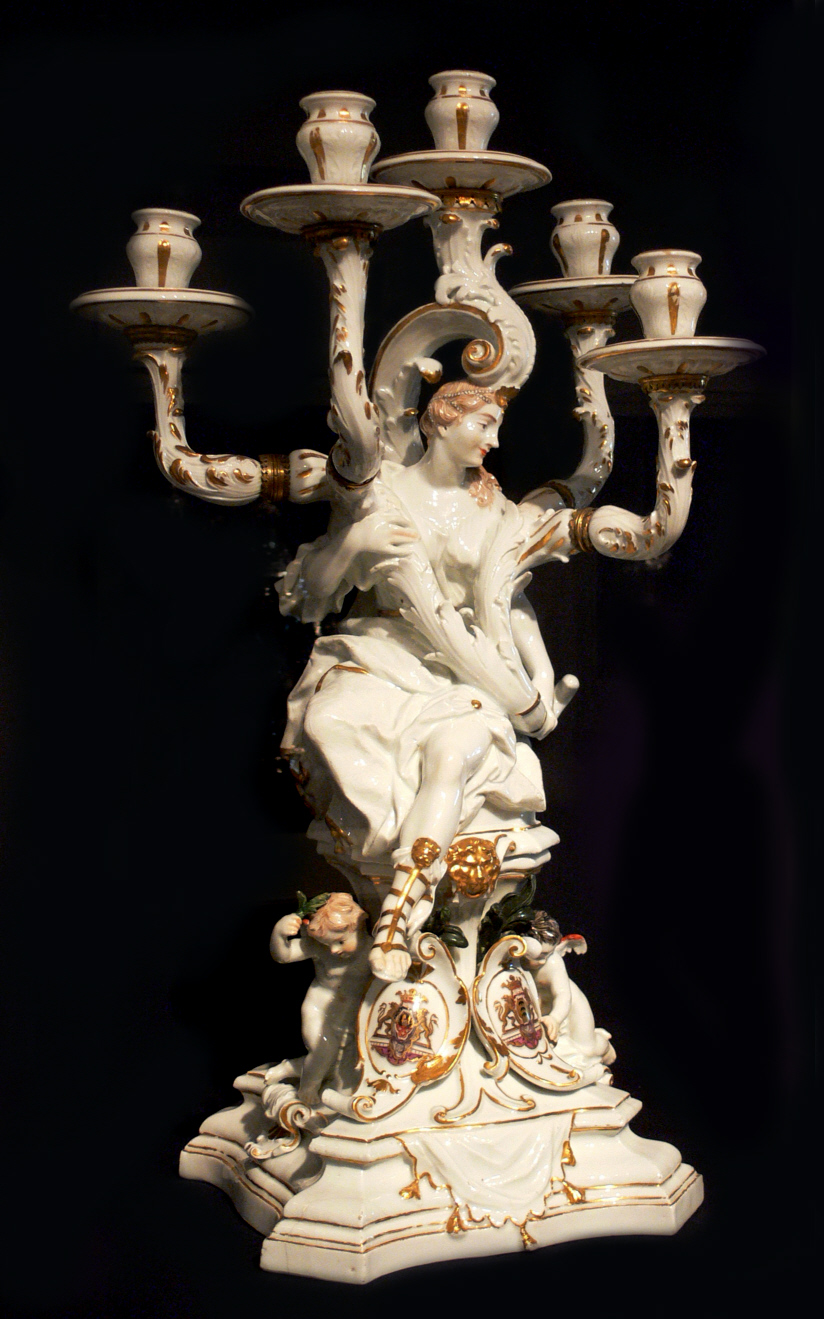
Johann Joachim Kändler: Pětiramenný svícen s Venuší, amorem a erbem knížete Sulkowského, Míšeň kolem 1736

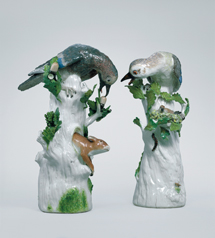
Míšeňský porcelán, J.J.Kändler: Pár sojek, 1735–1740

Porcelán (zastarale též porculán) je keramická hmota, vzniká vypálením keramického těsta, tvořeného směsí kaolinu, ostřiva a taviva. Používá se pro výrobu nádobí, sanitární keramiky, elektrických izolátorů, dlaždic, ozdobných předmětů, v dentální keramice a mnoha dalších předmětů (sošky, hlavičky panenek aj.).
Porcelán byl objeven a vyráběn v Číně – tzv. protoporcelán od 7. století př. n. l., porcelán jak jej známe dnes pak od 7. století n. l. V Evropě bylo toto vzácné zboží v 17. a 18. století velmi ceněno, o čemž svědčí i to, že výraz „China“ se stal v Evropě obecným označením tohoto luxusního produktu. Při pokusech o napodobení čínského porcelánu evropští keramici mnohokrát selhali, dokázali zpracovat bílou hlínu vizuálně podobnou kaolínu (ten neměli) a vypálit ji na dostatečně vysokou teplotu 1250–1300 °C, ale získali pouze kameninu chybně označovanou italský porcelán nebo francouzský porcelán, ale šlo o kameninu, protože chyběl kaolín, ostřivo a oxid železa. Nalézt správnou směs látek se v roce 1708 podařilo německému hraběti Ehrenfried Walther von Tschirnhaus, kterému asistoval Johann Friedrich Böttger. Receptem byla kombinace ingrediencí zahrnujících coldický jíl – jde o druh kaolínu, podle německého města Colditz, dále vápenatý alabastr a křemičitý písek.
Při správném poměru všech složek a jejich dobrém vypálení vznikl dostatečně tvrdý, bílý a poloprůsvitný materiál – porcelán. V Evropě byl tento postup velmi komplikovaný (na rozdíl od Číny, kde lze kaolínové jíly pro výrobu porcelánu těžit z přírodních ložisek), nutno nalézt správný poměr kaolínu k dalším surovinám a kombinaci ingrediencí. Vliv orientálních manufaktur na objev evropského porcelánu lze tedy považovat za minimální, spíše inspirativní vzor.

## Historie

### Asie

#### Čína

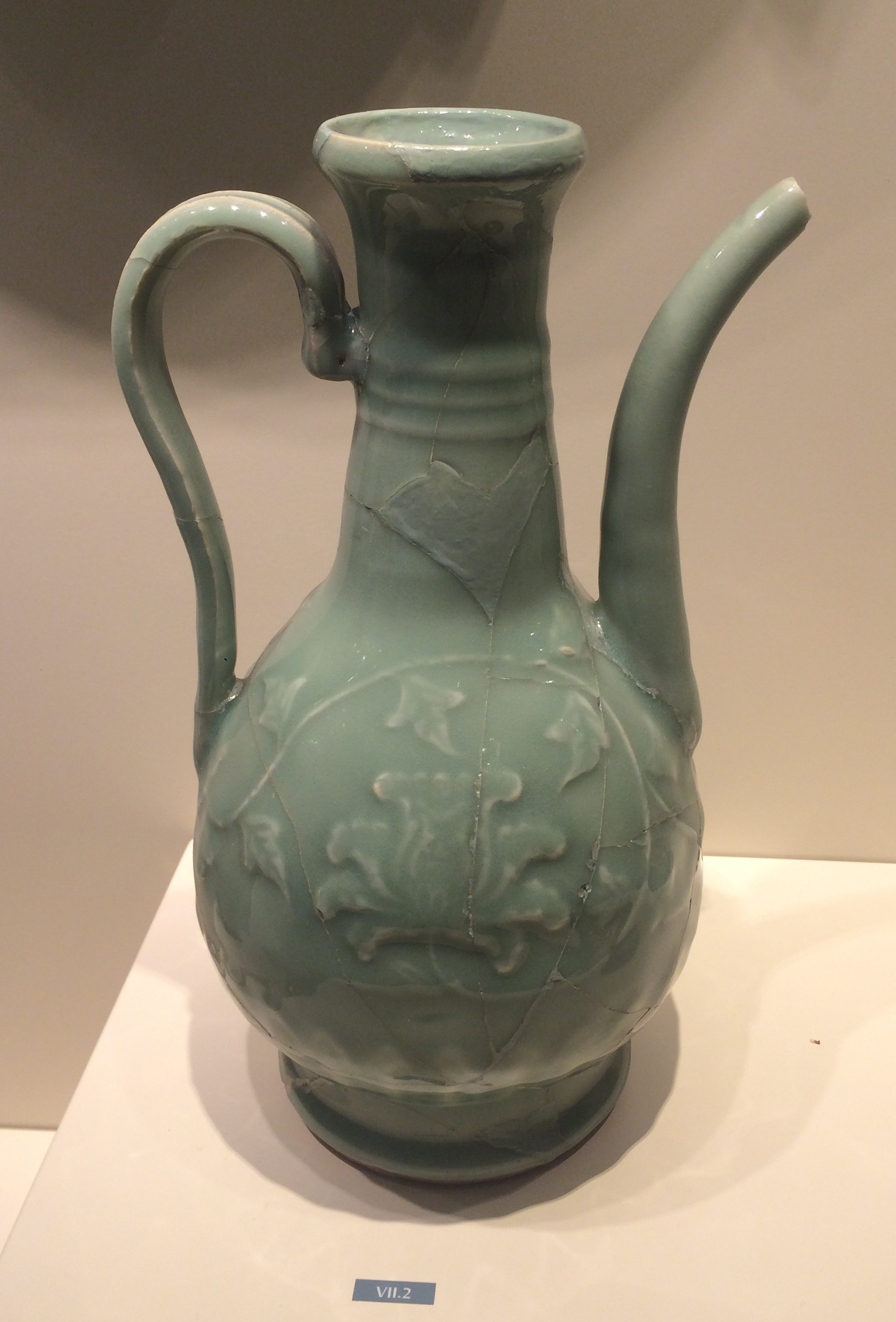
Seladonský zelenavý porcelán

Tajemství pálení porcelánu z kaolinu objevili Číňané. Jeho objev, obdiv v evropských zemích a následný vývoj změnil umění keramiky po celém světě. Trvalo staletí, než byl výrobní proces napodoben. Do té doby byl v řadě historických knih popisován vývoj porcelánu od starověké Číny až po novověk. Čína je světovým výrobcem porcelánu, jelikož disponuje největšími nalezišti kaolínových jílů, které se v Evropě a v Americe vyskytují v mnohem menší míře. Porcelán patří k výrobkům typickým pro Čínu a Japonsko. Vývoj a výrobní postupy se s každou generací zdokonalovaly. V Evropě od 18. století hrály velkou roli technické inovace a módní trendy. Podle technologie, tj. podle „střepu“ se rozlišuje několik druhů porcelánu: matný bez glazury biskvit, kostní porcelán (bílý dokonale průsvitný); bílý, růžový, seladon a další. Odrazovým můstkem pro výrobu porcelánu byla keramika, resp. šedozelený porcelán. Po jeho objevení byla expanze velice rychlá. V 17. století Čína vyvezla do Evropy necelých 20 kusů, o století později to byl až jeden milión kusů. Kameninu v Číně nahradil porcelán daleko dříve, než tajemství jeho výroby proniklo do Evropy. Poprvé objevil za vlády dynastie Tchang. První porcelán byl vyráběn vypálením keramických materiálů za nejvyšší možné teploty přes 1200 °C. Pomocí tohoto postupu došlo k výrobě lehké, ale silné keramiky, která byla používána pro umělecké a dekorativní účely. Porcelán se seladonovou glazurou, byl určen jen pro císaře a jeho dvůr a byl vyráběn v provincii Če-ťiang jižně od nejdelší čínské řeky Jang-c'-ťiang. Tato oblast se později stala jedním z nejdůležitějších center výroby zelenavého porcelánu. Porcelán byl v této oblasti vyroben natolik kvalitně, že kusy vyrobené před dvěma tisíci lety mají stále jasné barvy.
Jelikož se pití čaje za dynastie Tchang stalo čím dál více populárním, byla vyžadována výroba velmi odolného a krásného čajového servisu. Porcelán dynastie Tchang, byl známý jak po celé říši, tak i na západě. Byl vyráběn v oblastech Lin-čcheng, Nej-čchiou a Sing-tchaj a byl znám pro svou bílou barvu a značnou tvrdost.

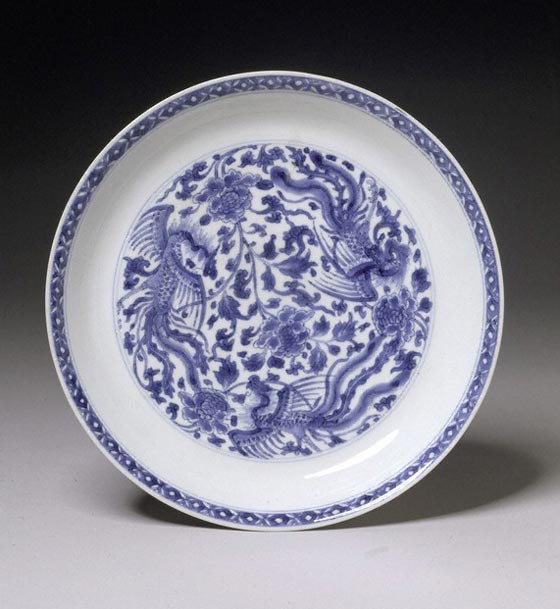
Ťing-te-čenský modro-bílý porcelán

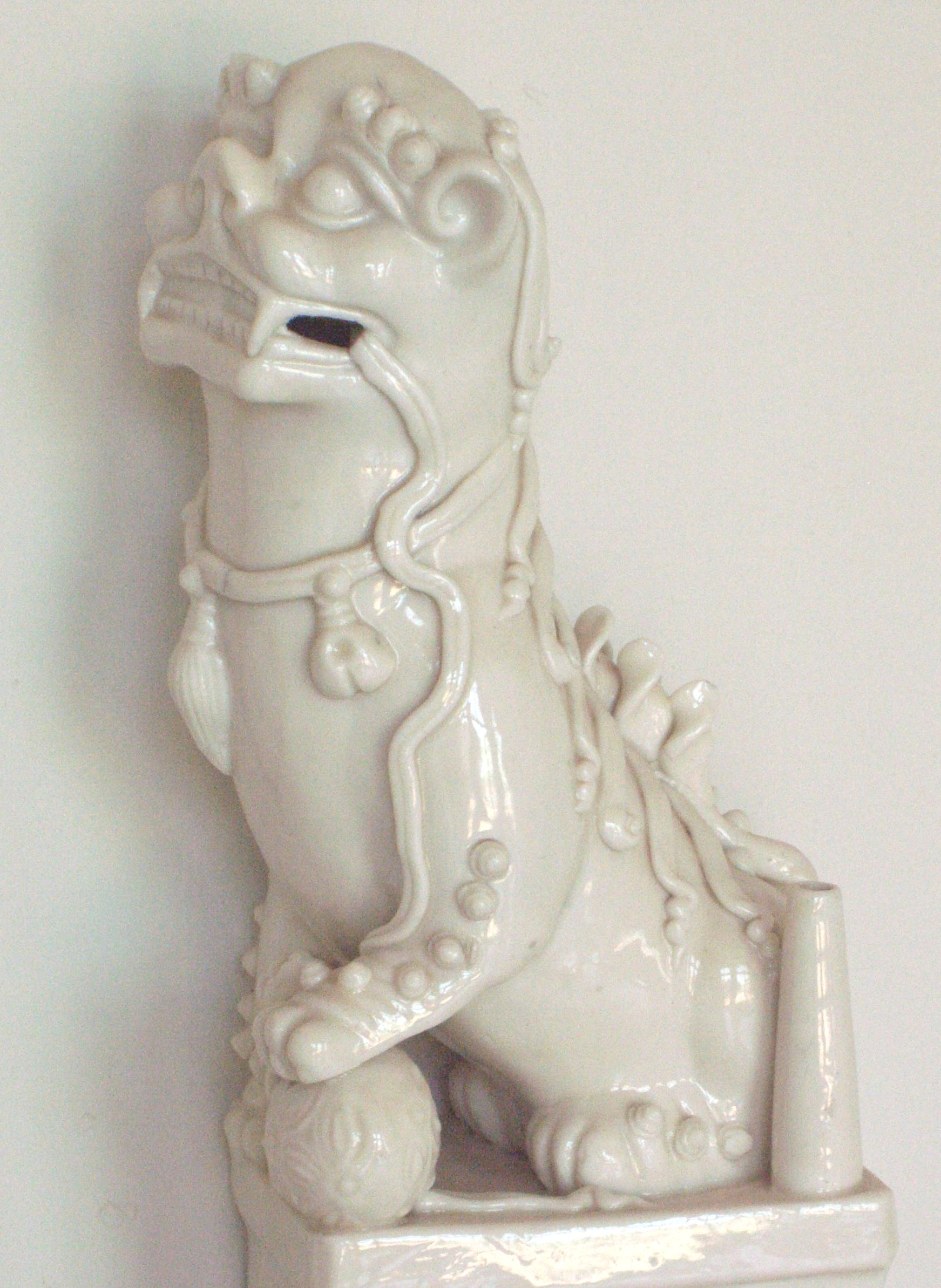
Soška čchi-lina, tvora čínské mytologie, porcelán z okresu Te-chua, mingské období (1368–1644)

K opětovnému kulturnímu rozkvětu došlo za vlády dynastie Sung. Ve směru keramiky se jednalo o jemná umělecká díla, která byla vyráběna pro potřebu dvora a poté v tzv. čajové keramice a předmětech určených pro používání veřejnosti. Předměty byly zdobeny dekorem, který připomínal tušovou malbu. Císařská keramika byla v této době dovedena k dokonalosti. Jeden z prvních císařů dynastie Sung, Čen-cung, v roce 1004 učinil město Ťing-te-čen v provincii Ťiang-si hlavním centrem produkce porcelánu. Zde se keramika vyráběla už od 5. století, když území obsadili Mongolové. Město zůstalo centrem po dobu dalších 900 let až do konce éry dynastie Čching. Během období dynastie Sung, zde pracovalo až 30 hrnčířů. Slavným město učinila kvalita rozsáhlých ložisek kaolinu v jeho okolí. Název kaolín je odvozen od názvu kopce Kao-ling, na kterém se těžila hlína pro porcelán. Ťing-te-čen byl zprvu známý zejména bílým porcelánem, ale následným přidáním kobaltu vznikl modrý barevný porcelán, který byl typickým znakem čínské keramiky. Modrá malba se nanášela na střep nádoby, druhou možností bylo nanášení ještě před nanesením glazury. Podle této modré se určuje, jak starý je předmětný modrobílý porcelán, neboť kobalt vykazuje různý stupeň nečistoty v závislosti na časové ose. Původním motivem na porcelánu byla vegetace a místní krajina. Důraz byl kladen na krásu čínské přírody. S vývojem doby se na porcelánu také objevovaly další motivy, například draci. Ti jsou podstatnou součástí čínské kultury. Muslimské země byly největším západním trhem a o modrý porcelán zde měli velký zájem. Porcelán se sem dovážel na lodích, jelikož Hedvábná stezka byla v té době uzavřena.

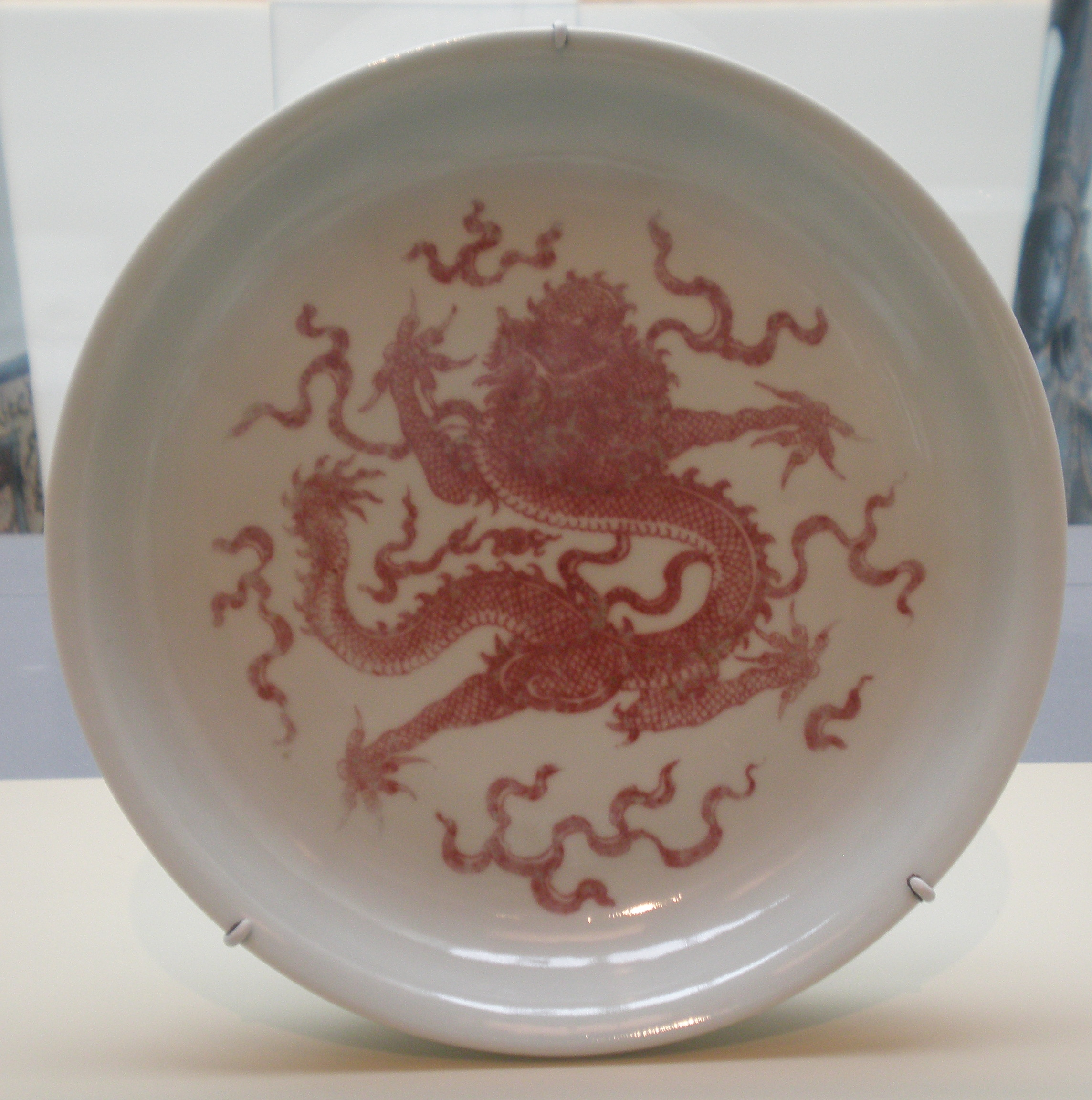
Ťing-te-čenský porcelán, éra Kchang-si

Modrobílý porcelán byl nejkvalitnější za dynastie Ming. Císař Hongwu dal jako první postavit císařskou manufakturu, a to právě v Ťing-te-čen. V roce 1712 se zde nacházelo 3 000 pecí a pracovalo zde více než 18 000 hrnčířských rodin. V oblasti výroby došlo k technické inovaci. Do výrobní směsi byl přidán mangan, který měl předejít nechtěnému rozmazání (rozpití) barev a deformaci kreslených linií během ohřevu v peci, jako tomu bylo doposud. Díky této inovaci, byl Ťing-te-čenský bílo-modrý porcelán z dob dynastie Ming považován za vrchol krásy a vynikající umělecké dílo. Pro rituální a náboženské účely vládci dynastie Ming preferovali Te-chua porcelán z provincie Fu-ťien, který měl výraznou teplou barvu bílé slonoviny, jelikož jíl obsahuje stopy železa. Panovníci vyžadovali, aby sochy a rituální předměty používané ve chrámech a svatyních byly vyrobeny z tohoto druhu porcelánu. Te-chua je oblast blízko Čchüan-čou, jenž byl dlouhá léta hlavním přístavem v Číně. Díky tomu byli obchodníci schopni dopravit porcelán až do Evropy, kde ho Francouzi nazývali „Blanc de Chine“. Tento slonovinový porcelán z oblasti Te-chua byl v Evropě stejně populární jako porcelán bílý a modrý z Ťing-te-čenu.
Dobytí dynastie Ming a pokračující války dočasně zapříčinily přerušení výroby a exportu porcelánu. Císař Kchang-si poté provedl řadu změn v organizaci výroby a exportu. Pečlivě dohlížel na hlavní továrnu v Ťing-te-čenu. Během jeho vlády se velmi populární stala výroba porcelánu na zakázku pro Evropu a Ameriku.
Do Evropy se dostal porcelán kolem roku 1290, kdy ho dovezl ze svých cest po Asii Marco Polo. Název „porcelán“ vznikl z italského slova „porcella“ – mušle, protože ji hmotou připomíná a když se kousek odštípne, zůstane po něm ploška připomínající mušli. Od té doby se Evropa snažila porcelán vyrobit sama. Po nějaké době, kolem 15. století se sice začal porcelán z Číny dovážet ve větším množství, ale bylo to stále velmi drahé zboží, které se vyvažovalo zlatem. Evropské porcelánky zatím nedokázaly vypálit na tak vysoké teploty, jaké porcelán vyžaduje. Jedna z prvních evropských napodobenin byl tzv. Medicejský porcelán v 15. století v Itálii. Byla to pórovitá hmota ze směsi bíle se pálících jílů, která nedosahovala takové pevnosti a už vůbec ne transparentnosti. Byla dekorována kobaltem, kterým se napodobovaly čínské vzory. Ty se uplatnily i na známé delftské fajánsy z Holandska, které napodobovaly i tvary čínských nádob.

#### Ostatní země
- Korea  kolem roku 1100
- Japonsko manufaktura Giappon 1616; Hirado založena korejskými keramiky r. 1637.

### Evropa

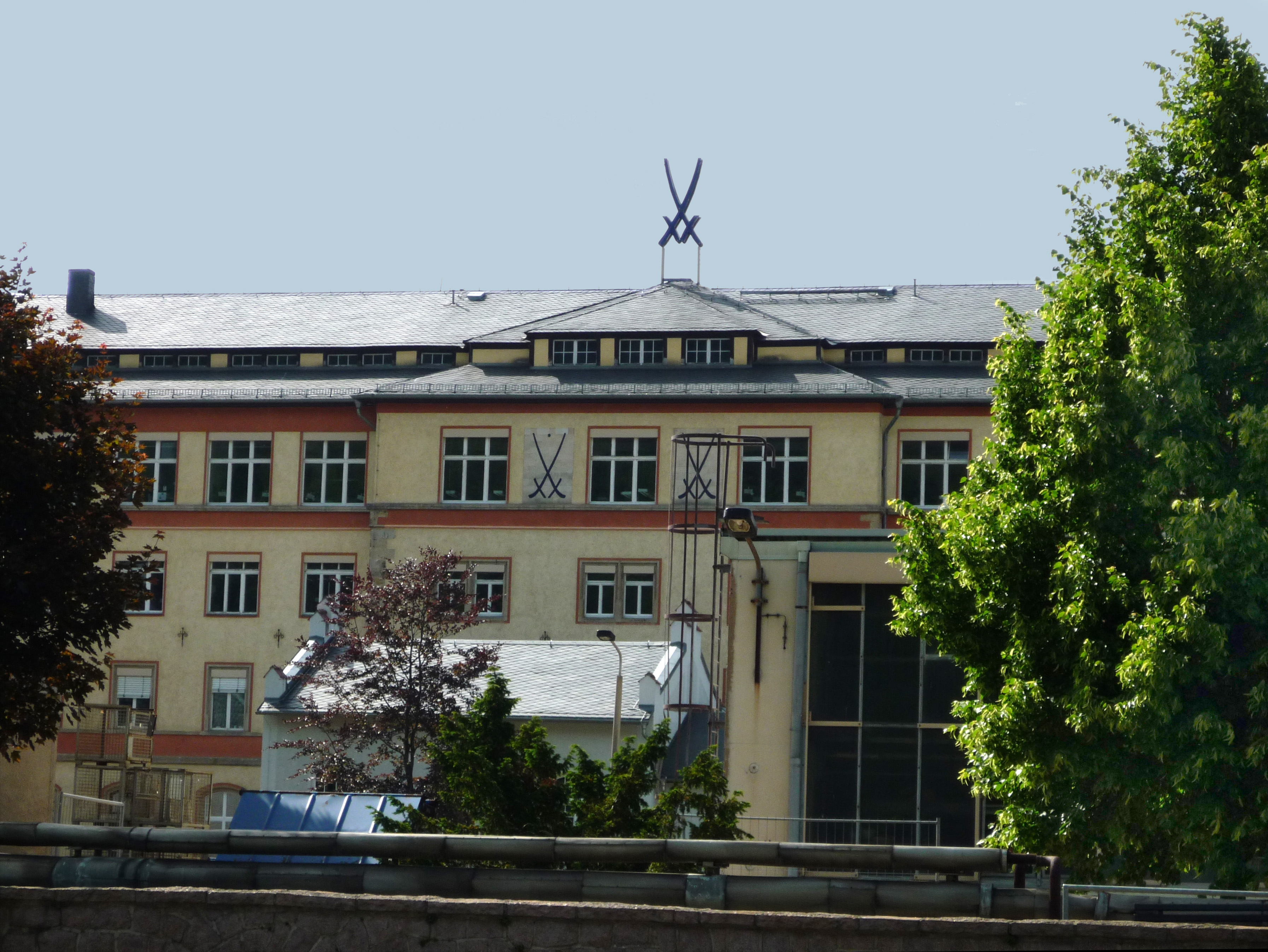
Budova míšeňské porcelánky

- Míšeň Objevit složení porcelánové hmoty se podařilo po více než desetiletém úsilí až Ehrenfriedu Waltheru von Tschirnhaus a saskému lékárníku Johannu Friedrichu Böttgerovi (Janu Bedřichu Böttgerovi) roku 1708 v Míšni. Jeho první pokusy připomínaly spíše tvrdou kameninu.

Střep byl velmi pevný, slinutý, ale měl hnědočervenou barvu. Hmota se lila do kovových tepaných forem. Poté si Böttger povšiml vlastností jemného bílého prášku, který se dosud používal jen na pudrování barokních paruk, a tak objevil naleziště kaolínu. Vyráběl v Míšni na hradě Augustusburg, pracovní postup byl pečlivě střežen, a tajemství výroby bylo rozděleno mezi několik lidí.

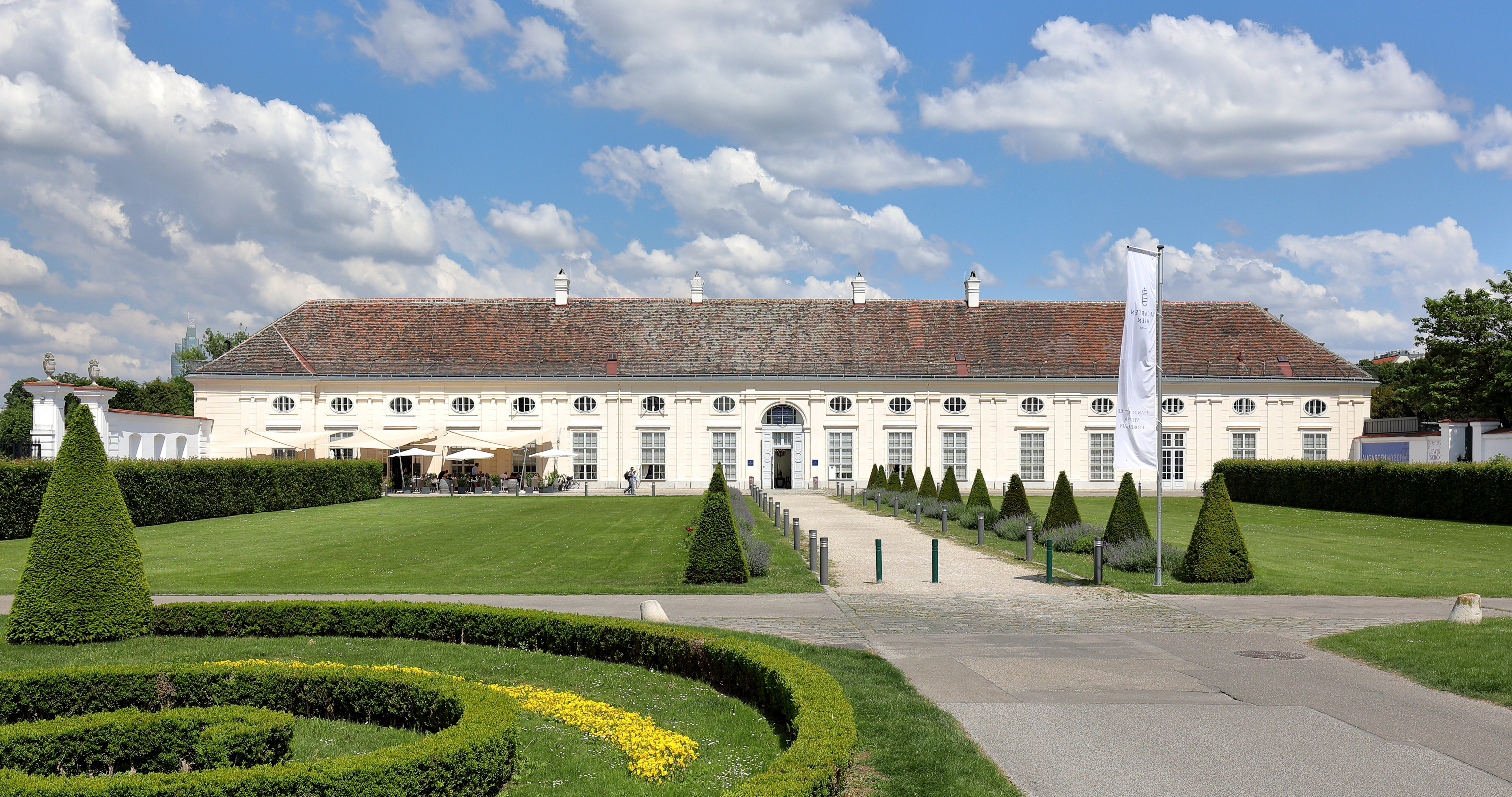
Budova vídeňské porcelánky

- Vídeň Roku 1718 se podařilo některým keramikům utéct z hradu a roku 1719 pod vedením Francouze du Paquiera založili porcelánku v Augarten na předměstí Vídně.
- Německo Další německou porcelánkou byl Höchst založený roku 1746, roku 1747 na zámku Nymphenburg v Mnichově, 1752 Berlín; 1753 vznikl Fürstenberg. Během 2. poloviny 18. století je v Německu následovaly Gotha z roku 1757, Ansbach a Ludwigsburg z roku 1758, Volkstedt-Rudolstadt (1760), pruská královská porcelánka v Berlíně (1763), Ilmenau (1777), Grossbreitenbach (1778), bavorský Wallendorf (1764), Limbach (1772), Kloster Veilsdorf (1760), Fulda, Frankenthal, durynský Blankenhain a Gera, pozdního založení z roku 1896 byla porcelánka Rosenthal a. s. v Selbu, jež však do současnosti patří k nejvýznamnějším producentům nádobí i figurálního porcelánu na světě.
- Švýcarsko: Curych a Nyon.
- Francie V letech 1738–1740 založil francouzský král Ludvík XV. první francouzskou porcelánku ve Vincennes u Paříže, která byla roku 1756 na podnět madame de Pompadour přenesena do Sèvres, dále 1765 Limoges, Rouen, Saint Cloud.
- Belgie Roku 1751 se začal vyrábět porcelán v belgickém Tournai, v Bruselu vznikla porcelánka roku 1791.
- Nizozemí Nejstarší manufaktura vznikla roku 1761 ve Weespu, následovaly Haag, Oude Loosdrecht a Oude Amstel.
- Anglie Roku 1743 vznikla porcelánka v Chelsea, rokem 1745 se datuje založení porcelánky Bow v Londýně, nazvané podle Bowského mostu ve čtvrti East End, roku 1748 Bristol. Roku 1750 následovalo Derby, roku 1751 Worcester, 1759 porcelánku Etruria založil roku Joshua Wedgwood, dále vznikly: továrna na porcelán Minton ve Stoke-on-Trent (1793).
- Španělsko: první porcelánka sem byla přenesena z Capodimonte, 1760 v Buen Retiro, (1759), La Moncloa.
- Itálie Nejstarší porcelánka vznikla mezi léty 1720–1735 v Benátkách a roku 1735 Doccia ve Florencii, dále roku 1743 v Capo di Monte nad Neapolí, následovaly Nove.
- Portugalsko, Vista Allegre (1760)
- Dánsko Královská manufaktura v Kodani vznikla roku 1760.
- Rusko Carská manufaktura v Sankt Petěrburgu byla založena roku 1744, Moskva-Verbilki 1765.
- Polsko Korzec měl porcelánku založenou roku 1784, Čmielów je činný od roku 1838 do současnosti.
- Maďarsko/Uhry Hollóháza založena roku 1777 a činná do současnosti; Herend roku 1826.

### Čechy
První česká porcelánka byla založena roku 1792 v Horním Slavkově, roku 1793 v Praze na Florenci, později přeložená na Smíchov; třetí r. 1794 v Klášterci nad Ohří, r. 1803 v Březové, stejně tak v Kysiblu, roku 1804 v Dalovicích. Další porcelánky během 1. poloviny 19. století vznikaly v Chodově (1810), v Lokti (1818), ve Staré Roli (1820); v Rybářích (1842), Žacléři, Doubí (1849) a dalších městech, později také na Moravě, například Ditmar a Urbach ve Znojmě.
Na konci 18. století se v severozápadních Čechách uskutečnilo několik pokusů s výrobou porcelánu, protože bylo známo, že se zde nalézají ložiska kvalitního kaolínu. V sousedním Durynsku vznikala již v průběhu druhé poloviny 18. století řada malých porcelánek. Tyto podniky inspirovaly podnikatele, kteří chtěli využít surovinové zdroje na Karlovarsku. Nejstarším podnikem na českém území bylo založení malé manufaktury v obci Háje u Horního Slavkova v roce 1789. Její snahy však byly málo úspěšné, jednak pro nedostatek finančních prostředků, jednak pro malý počet pracovníků. Úroveň prvních porcelánových výrobků byla zřejmě nízká. Společnost se rozpadla a výroba zde po čtyřech letech zanikla.

#### Horní Slavkov
První úspěšnou továrnou na výrobu porcelánu, které se podařilo udržet výrobu dodnes (v roce 2011 byla činnost Slavkovské porcelánky zastavena), se stal podnik v Horním Slavkově. Vznik továrny zde podnítil v roce 1792 důlmistr Jan Jiří Paulus ve spolupráci s Janem Reumannem a Janem Pöschlem. Zakladatelé se snažili roku 1793 získat privilegium na výrobu porcelánu, ale jejich žádost nebyla úspěšná. Z postojů vídeňských úřadů vyplývá, že neměly zájem na vzniku porcelánek v oblasti severozápadních Čech především proto, aby neohrozili pozice preferované císařské vídeňské porcelánky. Bylo však také zřejmé, že první výrobky nově vzniklých provozů byly málo kvalitní.
První majitelé slavkovské továrny tedy nebyli příliš úspěšní, takže podnik byl prodán roku 1800 Luise Greinerové. Zlepšení situace továrny nastalo až v době, kdy do podniku vstoupil roku 1803 zeť L. Greinerové, lékař Jan Jiří Lippert ze Slavkova. Ten továrnu roku 1808 zakoupil, spojil se z důlním mistrem Václavem Haasem a podnik začal pracovat pod firmou Lippert a Haas. Teprve v této fázi se podařilo majitelům dospět k úspěšnější výrobě po technologické i výtvarné stránce. Hmota výrobků byla kvalitnější a dobře vypálená. V tvarovém řešení předmětů se projevil odklon od oblých barokních tvarů prvních výrobků, napodobujících produkci durynských porcelánek a začaly se uplatňovat válcové empirové tvary inspirované vídeňským, míšeňským i francouzským porcelánem. Charakter výzdoby se výrazně zdokonaloval i po stránce výtvarného provedení. Kromě pohledů na krajinu a významná místa severozápadních Čech se objevovaly i motivy z Prahy a z dalších zajímavých měst.
Privilegium k výrobě porcelánu získal Slavkov až roku 1812, neboť tehdy se již projevila proměna dřívějšího záporného postoje vídeňských i guberniálních úřadů k podnikání. Ve snaze o ekonomický vzestup začal stát podporovat rozvoj výroby a průmyslových podniků. V letech 1812–1817 musela továrna čelit letům neúrody a krize i ekonomickému dopadu napoleonských válek. Šťastnější období pro průmyslové podnikání i pro slavkovskou továrnu nastalo až po roce 1817. Literatura uvádí, že byli povoláváni mistři z ciziny, kteří měli vychovávat mladé pracovníky továrny.
Roku 1819 začala slavkovská továrna značit své výrobky trojmístným letopočtem a následující dvě desetiletí se stala dobou jejího plného rozvoje. Svědčí o tom její účast na výstavách průmyslových výrobků v Praze v letech 1828, 1829 a zejména v roce 1831, kdy továrna získala stříbrnou medaili.
V tomto období se slavkovští návrháři i malíři soustřeďovali na řešení tvarů i výzdoby tehdy velmi oblíbených kávových koflíků, které se staly žádanými dárkovými i upomínkovými předměty a ozdobou vitrín v měšťanských i šlechtických interiérech.
Slavkovský porcelán byl oceňován nejen pro kvalitu porcelánové hmoty a polevy, pro tvarovou bohatost, ale i působivou malířskou výzdobu, kterou prováděla řada malířů. Zdrojem inspirace se stala antická mytologie a alegorické a symbolické motivy, které malíři čerpali ze soudobé knižní i volné grafiky.
Před polovinou 19. století se již továrna značně rozrostla a zaměstnávala přes 200 pracovníků a úspěšně se účastnila výstav průmyslových výrobků v Berlíně roku 1844 a v následujícím roce ve Vídni. Po polovině století se však začínaly projevovat příznaky krize výtvarné podoby slavkovského porcelánu. Pod tlakem dravé konkurence porcelánek, které sledovaly převážně komerční cíle a orientovaly se převážně na masovou, výtvarně průměrnou produkci, se snažil slavkovský podnik pod vedením Augusta Haase udržet svoji rentabilitu a neubránil se poklesu kvality výrobků.
V roce 1867 předal August Haas podnik svému synovi Jiřímu Haasovi a synovci Janu Cžjžkovi, kteří usilovali o modernizaci výroby. Pod firmou Haas a Cžjžek existovala továrna do roku 1945, kdy byla znárodněna a v roce 1958 se stala součástí podniku Karlovarský porcelán. V roce 1992 byl podnik privatizován a začal opět používat název z doby před rokem 1945.
Továrna se snažila posilovat svoje pozice na stávajících trzích a usilovala o získání dalších trhů v Asii a Americe. Prezentovala se na výstavách doma i v zahraničí a pečovala o propagaci výrobků. Po zakoupení ruským investorem s cílem vyvážet luxusní porcelán do Ruska se továrna bohužel dostala do potíží, ze kterých se už nevzpamatovala. Velký podíl na tom zřejmě měla příliš jednostranná orientace na ruský trh, kde bylo oproti asijskému porcelánu zavedeno téměř likvidační dovozní clo na evropský porcelán. Továrna byla nakonec 31.1. 2011 uzavřena. Nejstarší porcelánka v Čechách a jedna z nejstarších v Evropě je tak bohužel minulostí.

#### Klášterec nad Ohří
Manufaktura na výrobu porcelánu založena roku 1793 Alsasanem J. N. Weberem, pensionovaným thunským lesmistrem a správcem panství, s pomocí specialisty z Durynska. Na kláštereckém panství v okolí Černic byla objevena zemina podobná kaolínu. To podnítilo Webera, aby za podpory hraběte, který mu byl nadále příznivě nakloněn, provedl zkoušku této zeminy. Hrabě propůjčil k tomuto účelu zahradní grotu, kde byla zbudována provizorní muflová pec a proveden výpal nádobí, tvarovaného tehdy podomácku. Pokus byl bezvýsledný. Nato Weber angažoval arkanistu J. N. Fetzera, aby vystavěl novou pec na místě domu beneficianta při někdejší loretánské kapli, ale ani tady nevyšel jediný zdařilý pokus a Fetzer byl propuštěn. Na jeho místo byl přijat J. G. Sonntag, jenž se nedlouho předtím vzdal výroby porcelánu v Hájích. Jeho přičiněním byla zbudována nová pec a stavení pro točírnu. První výpal v této peci se konal 15. září 1794 a svědectví tvrdí, že porcelán byl žlutavý a špinavý. Nejspíše z tohoto výpalu pochází jako první zkušební kus – koflík s nápisem “Vivat Böhmen„. Tento nejstarší klášterecký výrobek, koflík a miska z roku 1794, je podle Meyera významný především proto, že jde o jediný příklad, kdy se zachoval pokusný exemplář. V dnešní době ho lze spatřit v muzeu porcelánu na Zámku v Klášterci nad Ohří.
V roce 1797 pronajímá na dobu šesti let porcelánku Christianu Nonnemu z Erfurtu, jenž byl obratný podnikatel, organizátor, obchodník s porcelánem a nájemce továren ve Volkstedtu a Ilmenau. Tím se konečně dostalo klášterecké porcelánce odborného vedení a výsledky toho se zřejmě dostavily zakrátko, neboť počátkem roku 1799 projevila vídeňská porcelánka zřejmé obavy z případné konkurence.
Klášterecké výrobky se řadu let vyznačovaly nečistou, šedou hmotou a kazovou glazurou. Ještě v roce 1796 se stávalo, že se celý výpal zničil a šel rovnou do stoupy. Podle zachovaných výrobků nelze hovořit o čistém bílém porcelánu dříve, než někdy po roce 1805.
Weber se vrátil koncem roku 1800 do Alsaska, kde v roce 1801 zemřel. Od jeho dědiců přejímá v roce 1803 porcelánku majitel panství J. M. Thun, a Nonne přesídlil do Kysiblu. Hrabě Thun přejímá továrnu definitivně do vlastního provozu až roku 1820. V majetku Thunů zůstala porcelánka až do znárodnění roku 1945. Po stránce tvarové doznívala v Klášterci ještě asi do roku 1810 durynská tradice, avšak zároveň již začaly pronikat vlivy Vídně s válcovitými empirovými tvary. Ve druhém desetiletí se projevuje tvarování převzaté z Míšně. Asi do roku 1815 se objevují také lázeňské koflíky s příslušnými vedutami z Karlových Varů, Mariánských Lázní a Teplic, provedenými podle grafických předloh.
Hrabě Thun získal 15. března 1822 privilegium k výrobě porcelánu. Zároveň se dostalo porcelánce práva užívat ve firemním označení státního znaku. O čtvrt roku později se téhož práva dostalo porcelánce v Březové, stejně jako Kysibl založené v roce 1803. Postavení Klášterce nebylo lehké, neboť silná konkurence Slavkova, který ve dvacátých letech vstupoval do své klasické epochy, sílící konkurence Březové, jejíž výrobky vynikaly jakostí střepu a konečně i konkurence Lokte, založeného roku 1815 a značně preferovaného Vídní, činily nepochybné překážky v odbytu.

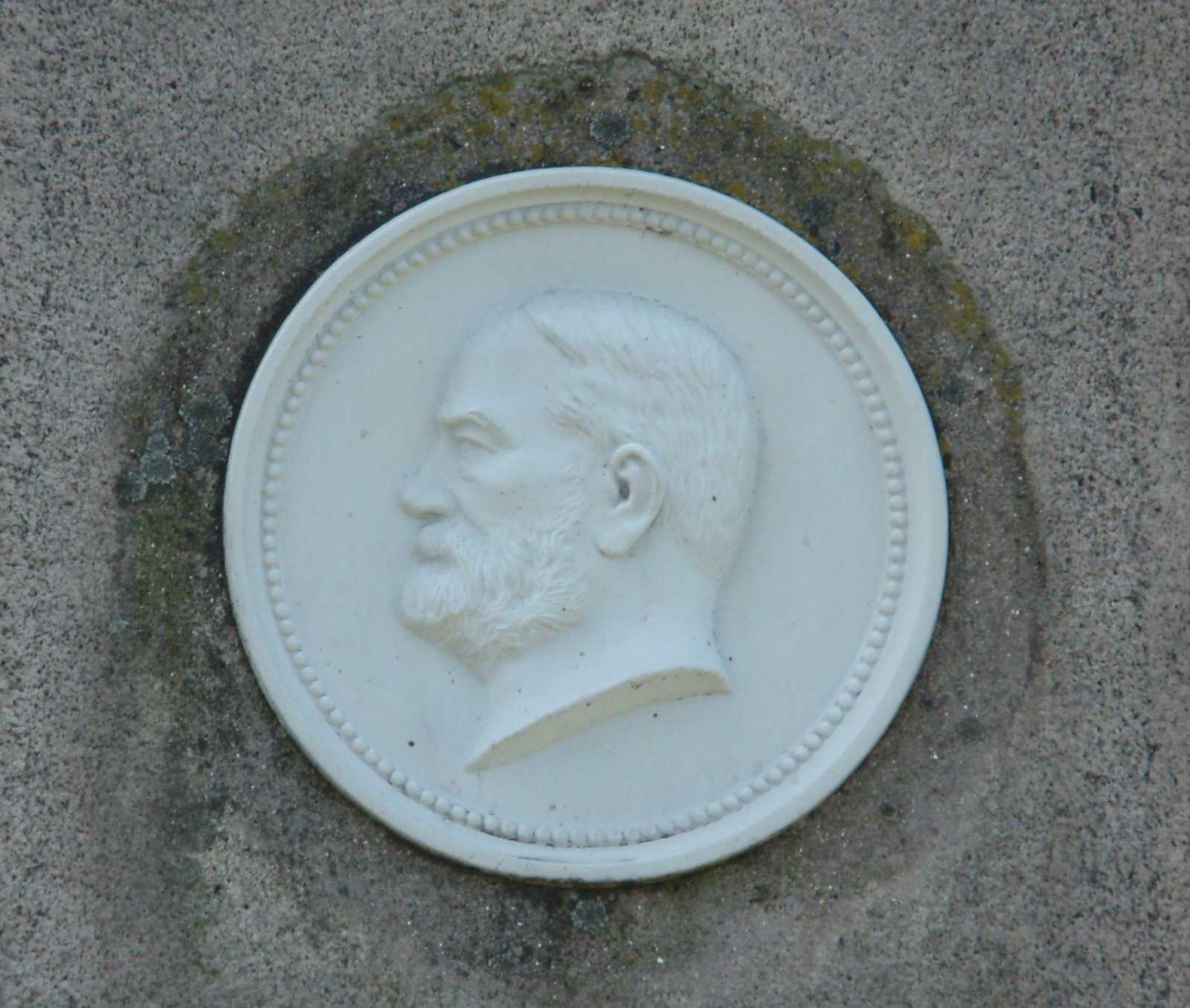
Portrét Carla Veniera na jeho náhrobním kameni

Ještě před rokem 1837 je zde zaveden měditisk. Největšího rozkvětu porcelánka dosahuje za vedení ředitele J. Hillardta a zejména za Carla Verniera v létech 1850 až 1872. Johann Hillardt nastoupil jako ředitel v roce 1836. Postavil třetí pec, změnil topivo ze dříví na hnědé uhlí a rašelinu a zavedl tuhou pracovní kázeň. Výsledky Hillardtova úsilí se projevili velice brzy. Styl druhého rokoka přijal Klášterec poměrně pozdě. Za Hillardtova vedení se výrazně zvýšil počet malířů a dekor se druhorokokově začal omezovat na květinové motivy. Karl Venier se ujal vedení továrny v roce 1848. Pro svou funkci byl odborně perfektně vybaven. Rekonstruoval mlýny, jež podle něho mohly za špatnou kvalitu střepu a rozšířil odbyt a zlepšil účetnictví. Vedoucího malíře poslal na studium do Vídně, protože pochopil i jistou zaostalost v jeho výtvarném projevu. Od roku 1859 se pálilo plynem.
Výroba po roce 1860, jak se zdá, začala více méně stagnovat, jakoby se pociťovala únava po mimořádném tvůrčím období v předchozích desetiletích. Nejinak tomu bylo i v jiných českých porcelánkách. Od roku 1857 se vyskytují jednoduché, kónické tvary různé velikosti a velice tenkého střepu, tzv. “sévreská forma„. Do první poloviny šedesátých let se také řadí pokusy s tzv. rýžovým průsvitným dekorem, převzatým do Evropy z Persie a s dvoustěnným porcelánem s vrchním pláštěm prořezávaným.
Porcelánka se účastnila výstav jako roku 1857 v Paříži, 1865 v Linci, 1873 ve Vídni. Zde se Klášterec reprezentoval rozměrným dekorativním pohárem a džbánem. Pro výrobu porcelánu byla sedmdesátá léta obdobím značných změn. Potřeba vyhovět rostoucí poptávce po běžnějším a tedy i méně esteticky náročném užitkovém porcelánu, silná konkurence i nové technické vymoženosti porcelánu vynutili co nejrychlejší přechod k sériové výrobě. Komerční zaměření se odrazilo i ve struktuře výroby. Zcela vymizela náročná figurální plastika a porcelánka se orientovala výlučně na stolní nádobí a užitkový porcelán. Pracné ruční dekory byly stále více vytlačovány sériovou, stylově velmi různorodou dekorací.
Závěrem století patřila klášterecká porcelánka k největším výrobcům porcelánu v Česku. Z pohledu přínosu její produkce pro výtvarný vývoj a snahami jiných porcelánek však nevyniká nad průměr. Důsledky vypuknutí druhé světové války nebyly zpočátku nijak hrozivé, ještě v roce 1941 směřoval vývoz do Švédska, Norska, Dánska, Švýcarska, Španělska, Chorvatska, Srbska, Bulharska, Rumunska a Holandska. Podle posudku německé společnosti pro užitkovou keramiku byla porcelánka zařazena do druhé nejlepší skupiny. Bylo ji uděleno právo vyrábět soupravy pro vojenské kantýny. Konec války a následné znárodnění však znamenaly nový směr v jejím dalším vývoji.

#### Březová (Pirkenhammer)
Porcelánka, známá spíše pod svým starým názvem Pirkenhammer (někdy Pirken-Hammer, podle něm. názvu Březové Pirkenhammer), byla založena roku 1803 durynským obchodníkem Friedrichem Höckem v Březové (dnes Karlovy Vary-Březová). Po počátečních nesnázích byla pronajata v roce 1806 durynským podnikatelům Ferdinandu Cranzovi a Friedrichu Brothäuserovi. Roku 1811 byla prodána Johannu Martinu Fischerovi z Erfurtu a místnímu Christianu Reichebachovi. Ti pak získávají zemské privilegium k výrobě porcelánu v roce 1822. Pozdně barokní formy nádob, zdobené typickou lineární kobaltovou dekorací slaměnek i motivy ptáka a skal, nahrazují empírové válcové tvary nádob s květinovou dekorací, hlavně karmínovou. Ke konci Höckeho období nastupují tvary vídeňské, zdobené pestrými figurkami, čerpajícími hlavně z mytologie.
Už rok po převzetí porcelánky Fischerem a Reichenbachem se začíná porcelánce dařit. Již v roce 1829 získává jako první porcelánka v Čechách povolení k dekoraci vlastním měditiskem. Ve dvacátých a třicátých letech devatenáctého století nastává velký rozkvět porcelánky. V zlacení nádobí byla březovská porcelánka v první půli století na prvním místě mezi porcelánkami vůbec. Působili zde vynikající malíři, jako např. K. F. Quast, S. Schermer, nebo S. Wabersich. Po Fischerově smrti roku 1824 zde začal podnikat jeho syn Johann Christian Gottlieb, jenž se roku 1846 stal jediným majitelem porcelánky. Podnik však formálně byl nadále veden pod firmou Fischer & Mieg až do roku 1918.
I když se Ludwig Mieg snažil udržet továrnu jak po stránce technické, tak i umělecké na výši (v roce 1868 byl povolán francouzský malíř A. Carrier a založena učňovská malířská škola), komerční zájmy podporované snahou čelit stále se zvyšující konkurenci koncem století zákonitě zvítězily a umělecká kvalita se téměř ztratila. Jen kvalita střepu zůstala i nadále vynikající.
V roce 1919 vstoupila březovská továrna s dalšími porcelánkami do akciové společnosti koncernu EPIAG. Po roce 1945 byla továrna znárodněna a v roce 1958 začleněna do Karlovarského porcelánu n. p. jako speciální závod zabývající se převážně výrobou exkluzivního porcelánu zdobeného ruční malbou.

## Složení porcelánu
Na výrobu tvrdého porcelánu se používá směs 50 % kaolinu, 25 % křemene (ostřivo) a 25 % živce (tavivo). Někdy se přidává také křída a mramor. Měkký porcelán má menší podíl kaolinu. Porcelán se vyrábí z kaolínu, což je zvětralá živcová hornina. Je to čistá a kvalitní surovina, která se vyznačuje maximální pevností, transparentností a bělostí a pálí se při teplotách nad 1300 °C. Redukční prostředí, to znamená s omezeným přístupem vzduchu, zajistí jeho bělost, a zabrání nežádoucímu zabarvení způsobeného železitými nečistotami.

## Fyzikální vlastnosti
Hustota porcelánu je (dle druhu) 2400–2600 kg/m3. Relativní permitivita εr porcelánu je 4,5 až 7. Porcelán je izolantem (nevodičem).

## Výroba

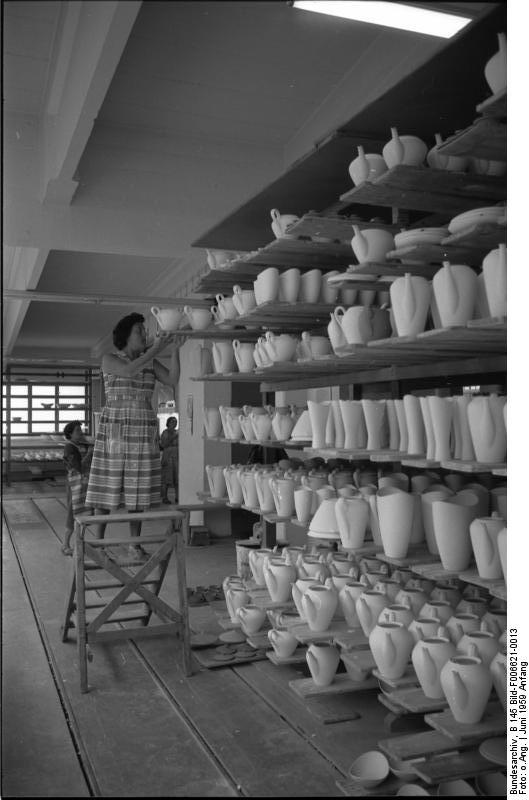
Výroba v německé porcelánce v 60. letech 20. století

Základní surovinou pro výrobu porcelánu je kaolin. Je to bílá hmota vznikající zvětráváním minerálu živce. Její chemické složení lze vyjádřit vzorcem Al2O3 – SiO2 – H2O. Kromě základní hmoty obsahuje kaolin ještě koloidní látky, které způsobují jeho dobrou tvárnost, jejich nadbytek má však za následek přílišné smršťování vytvarovaných předmětů v žáru. Hmota pro výrobu porcelánu obsahuje ještě jemně mletý nezvětraný živec a oxid křemičitý. Často se přimíchávají rozdrcené střepy z brakových výrobků. Základní suroviny se melou v kulových mlýnech a promísí se s vodou ve stejnorodou kaši. Kaše se nechává delší dobu odležet, pak se zbaví přebytečné vody a vzduchových bublinek.
Tvarování potřebných předmětů ze základní suroviny se provádí na hrnčířském kruhu, lisováním, případně litím vodou zředění hmoty do sádrových forem. Zformované výrobky se suší na vzduchu a pak se vypalují v peci při teplotě 900 °C. Vypálením se atomy hliníku, křemíku a kyslíku přeskupí a vytvoří nové vazby. Tak vzniká tvrdá látka pevná v tlaku, ale málo odolná proti nárazu, tzv. biskvit. Biskvit se bez další úpravy používá převážně k technickým účelům. Pro běžné použití se porcelánové předměty glazují – namáčení do glazurového mléka – řídké kaše stejného složení jako porcelánová hmota. Glazované výrobky se pak vysuší a vypalují při teplotě 1300 – 1600 °C. Glazura se za vysoké teploty roztaví a vyplní póry v surovém materiálu. Vypálený předmět se nechává pomalu vychladout, rychlým ochlazením by totiž došlo k popraskání glazury. Porcelánové předměty se zdobí nanášením suspenzí oxidů kovů, které po dalším vypálení dají žádaný barevný odstín.
Porcelánu podobné hmoty jsou kamenina, pórovina a hrnčířská hmota. Kamenina slouží jako stavební materiál (obkladačky, kachle). Pórovina se užívá na levnější nádobí a na hygienická zařízení. Od porcelánu se liší jednak neprůsvitostí (předměty vyrobené z porcelánu jsou průsvitné), jednak tím, že při jemném úderu nevydává zvonivý zvuk. Vyrábí se podobně jako porcelán, nároky na čistotu surovin jsou však menší.
Výroba hrnčířského zboží má v Českých zemích delší tradici než výroba porcelánu. Zbytky těchto výrobků bývají součástí archeologických vykopávek až několik tisíc let starých. Velmi dlouhou tradici má v našich zemích také lidová keramická tvorba – chodská či slovácká keramika patří ke skvostům našeho lidového umění.
Výroba cihel je podobně jako výroba porcelánu a keramiky založena na přeskupení atomů křemíku, hliníku, kyslíku, případně dalších prvků, a vytvoření dalších vazeb mezi nimi.
Cihlářské zboží dělíme na hrubé (cihly) a jemné (krytiny, trubky). Vyrábí se z cihlářské hlíny formováním do žádaného tvaru a následným vypalováním v cihlářské peci. Při vypalování se změní mimo jiné i barva výrobku. Cihlářská surovina je zbarvena hnědě přítomností oxidu železitého obsahující vodu. Vypálením se uvolní vázaná voda a zbude červený oxid železitý.